# (3359) Purcari
(3359) Purcari (1978 RA6) – planetoida z pasa głównego asteroid okrążająca Słońce w ciągu 3,39 lat w średniej odległości 2,26 j.a. Odkrył ją Nikołaj Czernych 13 września 1978 roku.